# Basse Santa Su
Basse Santa Su (sau Basse) este un oraș  în  diviziunea Upper River, Gambia, situat pe malul sudic al râului Gambia. Este reședinta diviziunii Upper River.